# العلم الكلي
العلم الكلي هو العلم الإلهي وإنما سمي الإلهي علما كليا لكونه كليا لتجرده عن الاحتياج إلى المادة التي هي منشأ الجزئية ولأنه يبحث فيه عن الأمور العامة الشاملة للموجودات وتلك الأمور كليات.
واعلم أنه قد جعل بعضهم ما لا يفتقر إلى المادة أي لا في التعقل ولا في الخارج قسمين ما لا يقارنها مطلقا لا في العقل ولا في الخارج كالإله والعقول وما يقارنها لكن لا على وجه الافتقار كالوحدة والكثرة وسائر الأمور العامة فإن الوحدة منها يتصف بها الواجب والممكن ولو كانت مفتقرة إلى المادة لما اتصف بها الواجب تعالى وكذا الكثرة تتصف بها العقول العشرة والأمور المفتقرة إلى المادة في التعقل والوجود الخارجي وكذا سائر الأمور العامة فيسمى العلم بأحوال الأول إلهيا والعلم بأحوال الثاني علما كليا وفلسفة أولى.